# محمد مسعود أظهر
محمد مسعود أظهر(بالأردية: محمد مسعود أظهر)(10 يوليو 1968-)، مؤسس وزعيم جماعة جيش محمد ومقرها في باكستان، ولد في إقليم البنجاب. وصفته بي بي سي نيوز بأنه الرجل الذي أتى بالجهاد إلى بريطانيا. في 1 مايو 2019 أدرج مجلس الأمن التابع للأمم المتحدة اسمه كإرهابي دولي باعتباره شخصاً مرتبطاً بتنظيم القاعدة بسبب المشاركة في تمويل أعمال أو أنشطة يقوم بها تنظيم جيش محمد أو تتم بالاشتراك معه أو باسمه أو بالنيابة عنه أو دعماً له.

## حياته
في عام 2016 ذكرت إحدى الصحف الهندية إنّ الصين عرقلت طلبها بإدراج اسم محمد مسعود أظهر على القائمة السوداء لمجلس الأمن التابع للأمم المتّحدة بالجماعات المُرتبطة بـ تنظيم القاعدة، اتهمت الهند جماعة جيش محمد وقائده مسعود أظهر بتدبير عِدّة هجمات بينها هجوم دموي على قاعدة جوية هندية في يناير عام 2016، استجوب مسؤولون أمنيون باكستانيون أظهر ومساعديه بعد الهجوم وقالوا : إنّهُم لم يجدوا دليلًا على علاقة له بالهجوم.

## مؤلّفاته
للشيخ محمّد مسعود أظهر اثني وعشرين 22 مؤلّفات، وهي كما يلي :
1. فتح الجوّاد في معارف آيات الجِهاد . (أربع مجلّدات) بالأردية .
2. دروس الجِهاد . أيضا بالأردية .
3. رنگ ونور . (مجلدان) أيضا بالأردية .
4. جهاد ايک محممه فريضه .
5. تحفه ذی الحجة .
6. جهاد یا رحمت یا فساد .
7. یهود کی چالیس بیماریاں .
8. تحفه سعادت .
9. سُراغ حقيقت .
10. سوراخ حقيقت .
11. مسكراتے زخم .
12. لطف اللطيف .
13. رسائل جهاد .
14. خُطبات جهاد . (أربع أجزاء في مجلدان) .
15. ايماني همسفر .
16. فضائل جهاد .
17. فضائل جهاد مختصر .
18. دِل كي لگى .
19. اے مسلمان بہن ! .
20. آزادى مكمل يا ادهوارى .
21. سات دن روشنى كے جزيرے پر .
22. زاد مجاهد .

وهذه المُؤلّفات كُلّها بالأُرديّة، ومطبوعة، وتوجد بـ صيغة بي دي ايف pdf بالرّابط التالي في الحاشية.